# 岩美郡

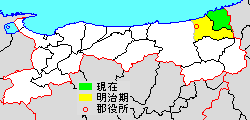
鳥取県岩美郡の位置（緑：岩美町）

岩美郡（いわみぐん）は、鳥取県の郡。
人口10,204人、面積122.31km²、人口密度83.4人/km²。（2025年3月1日、推計人口）
以下の1町を含む。
- 岩美町（いわみちょう）

## 郡域
1896年（明治29年）に行政区画として発足した当時の郡域は、上記1町のほか、鳥取市の一部（江津・秋里および松並町の一部を除く千代川以東）にあたる。

## 歴史
- 明治29年（1896年）

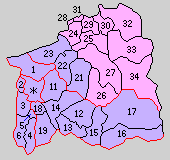
1.中ノ郷村 2.富桑村 3.美保村 4.三戸古村 5.大路村 6.倉田村 11.稲葉村 12.法美村 13.御陵村 14.国府村 15.登儀村 16.上舟村 17.大茅村 18.面影村 19.津ノ井村 21.志保美村 22.元塩見村 23.服部村 24.大岩村 25.本庄村 26.高野村 27.新宮村 28.網代村 29.浦富村 30.牧谷村 31.田後村 32.東村 33.岩井村 34.蒲生村（紫：鳥取市 桃：岩美町 ＊：発足時の鳥取市）

  - 4月1日 - 郡制の施行のため邑美郡・法美郡・岩井郡の区域をもって岩美郡が発足。郡役所が鳥取市に設置。（29村）
    - 旧・邑美郡（6村） - 中ノ郷村、富桑村、美保村、三戸古村、大路村、倉田村（現・鳥取市）
    - 旧・法美郡（9村） - 稲葉村、法美村、御陵村、国府村、登儀村、上舟村、大茅村、面影村、津ノ井村（現・鳥取市）
    - 旧・岩井郡（14村） - 志保美村、元塩見村、服部村（現・鳥取市）、大岩村、本庄村、高野村、新宮村、網代村、浦富村、牧谷村、田後村、東村、岩井村、蒲生村（現・岩美町）

  - 9月1日 - 郡制を施行。
- 明治40年（1907年）4月1日 - 国府村・法美村・御陵村が合併して宇倍野村が発足。（27村）
- 大正6年（1917年）9月1日（25村）
  - 志保美村・元塩見村が合併して塩見村が発足。
  - 高野村・新宮村が合併して小田村が発足。
- 大正7年（1918年）4月1日（23村）
  - 登儀村・上舟村が合併して成器村が発足。
  - 大路村・三戸古村が合併して米里村が発足。
- 大正12年（1923年）
  - 4月1日 - 郡会が廃止。郡役所は存続。
  - 5月10日 - 富桑村が鳥取市に編入。（22村）
- 大正14年（1925年）4月15日 - 浦富村・牧谷村が合併し、改めて浦富村が発足。（21村）
- 大正15年（1926年）7月1日 - 郡役所が廃止。以降は地域区分名称となる。
- 昭和2年（1927年）6月10日（2町19村）
  - 岩井村が町制施行して岩井町となる。
  - 浦富村が町制施行して浦富町となる。
- 昭和3年（1928年）4月1日 - 塩見村・服部村が合併して福部村が発足。（2町18村）
- 昭和7年（1932年）4月1日 - 稲葉村が鳥取市に編入。（2町17村）
- 昭和8年（1933年）
  - 4月1日 - 中ノ郷村が鳥取市に編入。（2町16村）
  - 10月1日 - 美保村が鳥取市に編入。（2町15村）
- 昭和10年（1935年）時点での当郡の面積は276.88平方km、人口は38,274人（男19,749人・女18,525人）[1]。
- 昭和27年（1952年）11月1日 - 成器村・大茅村が合併して大成村が発足。（2町14村）
- 昭和28年（1953年）7月1日 - 倉田村・面影村が鳥取市に編入。（2町12村）
- 昭和29年（1954年）7月1日 - 田後村・東村・浦富町・蒲生村・岩井町・小田村・本庄村・大岩村・網代村が合併して岩美町が発足。（1町5村）
- 昭和30年（1955年）7月20日 - 米里村が鳥取市に編入。（1町4村）
- 昭和32年（1957年）1月1日 - 宇倍野村・大成村が合併して国府町が発足。（2町2村）
- 昭和38年（1963年）4月22日 - 津ノ井村が鳥取市に編入。（2町1村）
- 平成16年（2004年）11月1日 - 国府町・福部村が鳥取市に編入。（1町）

### 変遷表
| 旧 郡    | 明治以前     | 明治以前     | 明治初年 - 明治10年             | 明治11年 - 明治22年              | 明治22年 10月1日 町村制施行 | 明治22年 - 大正15年          | 昭和元年 - 昭和19年         | 昭和20年 - 昭和29年         | 昭和30年 - 昭和64年          | 平成元年 - 現在              | 現在   |
| -------- | ------------ | ------------ | ------------------------------- | -------------------------------- | --------------------------- | ---------------------------- | --------------------------- | --------------------------- | ---------------------------- | ---------------------------- | ------ |
| 岩 井 郡 | 湯村         | 湯村         | 明治7年 改称 岩井宿             | 岩井宿                           | 岩井村                      | 岩井村                       | 昭和2年6月10日 町制 岩井町  | 昭和29年7月1日 岩美町       | 岩美町                       | 岩美町                       | 岩美町 |
| 岩 井 郡 | 宇治村       | 宇治村       | 宇治村                          | 宇治村                           | 岩井村                      | 岩井村                       | 昭和2年6月10日 町制 岩井町  | 昭和29年7月1日 岩美町       | 岩美町                       | 岩美町                       | 岩美町 |
| 岩 井 郡 | 長谷村       | 長谷村       | 長谷村                          | 長谷村                           | 岩井村                      | 岩井村                       | 昭和2年6月10日 町制 岩井町  | 昭和29年7月1日 岩美町       | 岩美町                       | 岩美町                       | 岩美町 |
| 岩 井 郡 | 真名村       | 真名村       | 真名村                          | 真名村                           | 岩井村                      | 岩井村                       | 昭和2年6月10日 町制 岩井町  | 昭和29年7月1日 岩美町       | 岩美町                       | 岩美町                       | 岩美町 |
| 岩 井 郡 | 白地村       | 白地村       | 白地村                          | 白地村                           | 岩井村                      | 岩井村                       | 昭和2年6月10日 町制 岩井町  | 昭和29年7月1日 岩美町       | 岩美町                       | 岩美町                       | 岩美町 |
| 岩 井 郡 | 岩常村       | 岩常村       | 岩常村                          | 岩常村                           | 新宮村                      | 大正6年9月1日 小田村         | 小田村                      | 昭和29年7月1日 岩美町       | 岩美町                       | 岩美町                       | 岩美町 |
| 岩 井 郡 | 高住村       | 高住村       | 高住村                          | 高住村                           | 新宮村                      | 大正6年9月1日 小田村         | 小田村                      | 昭和29年7月1日 岩美町       | 岩美町                       | 岩美町                       | 岩美町 |
| 岩 井 郡 | 長郷村       | 長郷村       | 長郷村                          | 長郷村                           | 新宮村                      | 大正6年9月1日 小田村         | 小田村                      | 昭和29年7月1日 岩美町       | 岩美町                       | 岩美町                       | 岩美町 |
| 岩 井 郡 | 院内村       | 院内村       | 院内村                          | 院内村                           | 新宮村                      | 大正6年9月1日 小田村         | 小田村                      | 昭和29年7月1日 岩美町       | 岩美町                       | 岩美町                       | 岩美町 |
| 岩 井 郡 | 荒金村       | 荒金村       | 荒金村                          | 荒金村                           | 新宮村                      | 大正6年9月1日 小田村         | 小田村                      | 昭和29年7月1日 岩美町       | 岩美町                       | 岩美町                       | 岩美町 |
| 岩 井 郡 | 黒谷村       | 黒谷村       | 黒谷村                          | 黒谷村                           | 新宮村                      | 大正6年9月1日 小田村         | 小田村                      | 昭和29年7月1日 岩美町       | 岩美町                       | 岩美町                       | 岩美町 |
| 岩 井 郡 | 池谷村       | 池谷村       | 池谷村                          | 池谷村                           | 高野村                      | 大正6年9月1日 小田村         | 小田村                      | 昭和29年7月1日 岩美町       | 岩美町                       | 岩美町                       | 岩美町 |
| 岩 井 郡 | 延興寺村     | 延興寺村     | 延興寺村                        | 延興寺村                         | 高野村                      | 大正6年9月1日 小田村         | 小田村                      | 昭和29年7月1日 岩美町       | 岩美町                       | 岩美町                       | 岩美町 |
| 岩 井 郡 | 外村         | 外村         | 外村                            | 外村                             | 高野村                      | 大正6年9月1日 小田村         | 小田村                      | 昭和29年7月1日 岩美町       | 岩美町                       | 岩美町                       | 岩美町 |
| 岩 井 郡 | 大谷村       | 大谷村       | 明治10年 改称 小田大谷村        | 小田大谷村                       | 高野村                      | 大正6年9月1日 小田村         | 小田村                      | 昭和29年7月1日 岩美町       | 岩美町                       | 岩美町                       | 岩美町 |
| 岩 井 郡 | 大坂村       | 大坂村       | 大坂村                          | 大坂村                           | 高野村                      | 大正6年9月1日 小田村         | 小田村                      | 昭和29年7月1日 岩美町       | 岩美町                       | 岩美町                       | 岩美町 |
| 岩 井 郡 | 唐川村       | 唐川村       | 唐川村                          | 唐川村                           | 高野村                      | 大正6年9月1日 小田村         | 小田村                      | 昭和29年7月1日 岩美町       | 岩美町                       | 岩美町                       | 岩美町 |
| 岩 井 郡 | 浦富村       | 一部         | 明治10年 分立 田後村            | 田後村                           | 田後村                      | 田後村                       | 田後村                      | 昭和29年7月1日 岩美町       | 岩美町                       | 岩美町                       | 岩美町 |
| 岩 井 郡 | 浦富村       | 一部         | 明治10年 浦富村                 | 浦富村                           | 浦富村                      | 大正14年4月15日 浦富村       | 昭和2年6月10日 町制 浦富町  | 昭和29年7月1日 岩美町       | 岩美町                       | 岩美町                       | 岩美町 |
| 岩 井 郡 | 町浦富村     |              | 明治10年 浦富村                 | 浦富村                           | 浦富村                      | 大正14年4月15日 浦富村       | 昭和2年6月10日 町制 浦富町  | 昭和29年7月1日 岩美町       | 岩美町                       | 岩美町                       | 岩美町 |
| 岩 井 郡 | 牧谷村       | 牧谷村       | 牧谷村                          | 牧谷村                           | 牧谷村                      | 大正14年4月15日 浦富村       | 昭和2年6月10日 町制 浦富町  | 昭和29年7月1日 岩美町       | 岩美町                       | 岩美町                       | 岩美町 |
| 岩 井 郡 | 相谷村       | 相谷村       | 相谷村                          | 相谷村                           | 牧谷村                      | 大正14年4月15日 浦富村       | 昭和2年6月10日 町制 浦富町  | 昭和29年7月1日 岩美町       | 岩美町                       | 岩美町                       | 岩美町 |
| 岩 井 郡 | 大谷村       | 大谷村       | 大谷村                          | 大谷村                           | 大岩村                      | 大岩村                       | 大岩村                      | 昭和29年7月1日 岩美町       | 岩美町                       | 岩美町                       | 岩美町 |
| 岩 井 郡 | 岩本村       | 岩本村       | 岩本村                          | 岩本村                           | 大岩村                      | 大岩村                       | 大岩村                      | 昭和29年7月1日 岩美町       | 岩美町                       | 岩美町                       | 岩美町 |
| 岩 井 郡 | 岩本村       | 岩本村       | 明治10年 分立 網代村            | 網代村                           | 網代村                      | 網代村                       | 網代村                      | 昭和29年7月1日 岩美町       | 岩美町                       | 岩美町                       | 岩美町 |
| 岩 井 郡 | 大田村       | 大田村       | 大田村                          | 大田村                           | 本庄村                      | 本庄村                       | 本庄村                      | 昭和29年7月1日 岩美町       | 岩美町                       | 岩美町                       | 岩美町 |
| 岩 井 郡 | 本庄村       | 本庄村       | 本庄村                          | 本庄村                           | 本庄村                      | 本庄村                       | 本庄村                      | 昭和29年7月1日 岩美町       | 岩美町                       | 岩美町                       | 岩美町 |
| 岩 井 郡 | 新井村       | 新井村       | 新井村                          | 新井村                           | 本庄村                      | 本庄村                       | 本庄村                      | 昭和29年7月1日 岩美町       | 岩美町                       | 岩美町                       | 岩美町 |
| 岩 井 郡 | 河崎村       | 河崎村       | 河崎村                          | 河崎村                           | 本庄村                      | 本庄村                       | 本庄村                      | 昭和29年7月1日 岩美町       | 岩美町                       | 岩美町                       | 岩美町 |
| 岩 井 郡 | 恩志村       | 恩志村       | 恩志村                          | 恩志村                           | 本庄村                      | 本庄村                       | 本庄村                      | 昭和29年7月1日 岩美町       | 岩美町                       | 岩美町                       | 岩美町 |
| 岩 井 郡 | 高山村       | 高山村       | 高山村                          | 高山村                           | 本庄村                      | 本庄村                       | 本庄村                      | 昭和29年7月1日 岩美町       | 岩美町                       | 岩美町                       | 岩美町 |
| 岩 井 郡 | 大羽尾村     | 大羽尾村     | 大羽尾村                        | 大羽尾村                         | 東村                        | 東村                         | 東村                        | 昭和29年7月1日 岩美町       | 岩美町                       | 岩美町                       | 岩美町 |
| 岩 井 郡 | 小羽尾村     | 小羽尾村     | 小羽尾村                        | 小羽尾村                         | 東村                        | 東村                         | 東村                        | 昭和29年7月1日 岩美町       | 岩美町                       | 岩美町                       | 岩美町 |
| 岩 井 郡 | 陸上村       | 陸上村       | 陸上村                          | 陸上村                           | 東村                        | 東村                         | 東村                        | 昭和29年7月1日 岩美町       | 岩美町                       | 岩美町                       | 岩美町 |
| 岩 井 郡 | 田河内村     | 田河内村     | 田河内村                        | 田河内村                         | 東村                        | 東村                         | 東村                        | 昭和29年7月1日 岩美町       | 岩美町                       | 岩美町                       | 岩美町 |
| 岩 井 郡 | 相山村       | 相山村       | 相山村                          | 相山村                           | 蒲生村                      | 蒲生村                       | 蒲生村                      | 昭和29年7月1日 岩美町       | 岩美町                       | 岩美町                       | 岩美町 |
| 岩 井 郡 | 蒲生村       | 蒲生村       | 蒲生村                          | 蒲生村                           | 蒲生村                      | 蒲生村                       | 蒲生村                      | 昭和29年7月1日 岩美町       | 岩美町                       | 岩美町                       | 岩美町 |
| 岩 井 郡 | 馬場村       | 馬場村       | 馬場村                          | 馬場村                           | 蒲生村                      | 蒲生村                       | 蒲生村                      | 昭和29年7月1日 岩美町       | 岩美町                       | 岩美町                       | 岩美町 |
| 岩 井 郡 | 銀山村       | 銀山村       | 銀山村                          | 銀山村                           | 蒲生村                      | 蒲生村                       | 蒲生村                      | 昭和29年7月1日 岩美町       | 岩美町                       | 岩美町                       | 岩美町 |
| 岩 井 郡 | 洗井村       | 洗井村       | 洗井村                          | 洗井村                           | 蒲生村                      | 蒲生村                       | 蒲生村                      | 昭和29年7月1日 岩美町       | 岩美町                       | 岩美町                       | 岩美町 |
| 岩 井 郡 | 鳥越村       | 鳥越村       | 鳥越村                          | 鳥越村                           | 蒲生村                      | 蒲生村                       | 蒲生村                      | 昭和29年7月1日 岩美町       | 岩美町                       | 岩美町                       | 岩美町 |
| 岩 井 郡 | 左近村       | 左近村       | 左近村                          | 左近村                           | 志保美村                    | 大正6年9月1日 塩見村         | 昭和3年4月1日 福部村        | 福部村                      | 福部村                       | 平成16年11月1日 鳥取市に編入 | 鳥取市 |
| 岩 井 郡 | 久志羅村     | 久志羅村     | 久志羅村                        | 久志羅村                         | 志保美村                    | 大正6年9月1日 塩見村         | 昭和3年4月1日 福部村        | 福部村                      | 福部村                       | 平成16年11月1日 鳥取市に編入 | 鳥取市 |
| 岩 井 郡 | 中村         | 中村         | 中村                            | 中村                             | 志保美村                    | 大正6年9月1日 塩見村         | 昭和3年4月1日 福部村        | 福部村                      | 福部村                       | 平成16年11月1日 鳥取市に編入 | 鳥取市 |
| 岩 井 郡 | 蔵見村       | 蔵見村       | 蔵見村                          | 蔵見村                           | 志保美村                    | 大正6年9月1日 塩見村         | 昭和3年4月1日 福部村        | 福部村                      | 福部村                       | 平成16年11月1日 鳥取市に編入 | 鳥取市 |
| 岩 井 郡 | 南田村       | 南田村       | 南田村                          | 南田村                           | 志保美村                    | 大正6年9月1日 塩見村         | 昭和3年4月1日 福部村        | 福部村                      | 福部村                       | 平成16年11月1日 鳥取市に編入 | 鳥取市 |
| 岩 井 郡 | 八重原村     | 八重原村     | 八重原村                        | 八重原村                         | 元塩見村                    | 大正6年9月1日 塩見村         | 昭和3年4月1日 福部村        | 福部村                      | 福部村                       | 平成16年11月1日 鳥取市に編入 | 鳥取市 |
| 岩 井 郡 | 箭渓村       | 箭渓村       | 箭渓村                          | 箭渓村                           | 元塩見村                    | 大正6年9月1日 塩見村         | 昭和3年4月1日 福部村        | 福部村                      | 福部村                       | 平成16年11月1日 鳥取市に編入 | 鳥取市 |
| 岩 井 郡 | 高江村       | 高江村       | 高江村                          | 高江村                           | 元塩見村                    | 大正6年9月1日 塩見村         | 昭和3年4月1日 福部村        | 福部村                      | 福部村                       | 平成16年11月1日 鳥取市に編入 | 鳥取市 |
| 岩 井 郡 | 栗谷村       | 栗谷村       | 栗谷村                          | 栗谷村                           | 元塩見村                    | 大正6年9月1日 塩見村         | 昭和3年4月1日 福部村        | 福部村                      | 福部村                       | 平成16年11月1日 鳥取市に編入 | 鳥取市 |
| 岩 井 郡 | 湯山村       | 湯山村       | 湯山村                          | 湯山村                           | 服部村                      | 服部村                       | 昭和3年4月1日 福部村        | 福部村                      | 福部村                       | 平成16年11月1日 鳥取市に編入 | 鳥取市 |
| 岩 井 郡 | 海士村       | 海士村       | 海士村                          | 海士村                           | 服部村                      | 服部村                       | 昭和3年4月1日 福部村        | 福部村                      | 福部村                       | 平成16年11月1日 鳥取市に編入 | 鳥取市 |
| 岩 井 郡 | 細川村       | 細川村       | 細川村                          | 細川村                           | 服部村                      | 服部村                       | 昭和3年4月1日 福部村        | 福部村                      | 福部村                       | 平成16年11月1日 鳥取市に編入 | 鳥取市 |
| 岩 井 郡 | 細川村       | 細川村       | 明治10年 分立 岩戸村            | 岩戸村                           | 服部村                      | 服部村                       | 昭和3年4月1日 福部村        | 福部村                      | 福部村                       | 平成16年11月1日 鳥取市に編入 | 鳥取市 |
| 邑 美 郡 | 東大路村     | 東大路村     | 東大路村                        | 東大路村                         | 大路村                      | 大正7年4月1日 米里村         | 米里村                      | 米里村                      | 昭和30年7月20日 鳥取市に編入 | 鳥取市                       | 鳥取市 |
| 邑 美 郡 | 中大路村     | 中大路村     | 中大路村                        | 中大路村                         | 大路村                      | 大正7年4月1日 米里村         | 米里村                      | 米里村                      | 昭和30年7月20日 鳥取市に編入 | 鳥取市                       | 鳥取市 |
| 邑 美 郡 | 西大路村     | 西大路村     | 西大路村                        | 西大路村                         | 大路村                      | 大正7年4月1日 米里村         | 米里村                      | 米里村                      | 昭和30年7月20日 鳥取市に編入 | 鳥取市                       | 鳥取市 |
| 邑 美 郡 | 美和村       | 美和村       | 美和村                          | 美和村                           | 三戸古村                    | 大正7年4月1日 米里村         | 米里村                      | 米里村                      | 昭和30年7月20日 鳥取市に編入 | 鳥取市                       | 鳥取市 |
| 邑 美 郡 | 古郡家村     | 古郡家村     | 古郡家村                        | 古郡家村                         | 三戸古村                    | 大正7年4月1日 米里村         | 米里村                      | 米里村                      | 昭和30年7月20日 鳥取市に編入 | 鳥取市                       | 鳥取市 |
| 邑 美 郡 | 久末村       | 久末村       | 久末村                          | 久末村                           | 三戸古村                    | 大正7年4月1日 米里村         | 米里村                      | 米里村                      | 昭和30年7月20日 鳥取市に編入 | 鳥取市                       | 鳥取市 |
| 邑 美 郡 | 越路村       | 越路村       | 越路村                          | 越路村                           | 三戸古村                    | 大正7年4月1日 米里村         | 米里村                      | 米里村                      | 昭和30年7月20日 鳥取市に編入 | 鳥取市                       | 鳥取市 |
| 邑 美 郡 | 蔵田村       | 蔵田村       | 蔵田村                          | 蔵田村                           | 倉田村                      | 倉田村                       | 倉田村                      | 昭和28年7月1日 鳥取市に編入 | 鳥取市                       | 鳥取市                       | 鳥取市 |
| 邑 美 郡 | 国安村       | 国安村       | 国安村                          | 国安村                           | 倉田村                      | 倉田村                       | 倉田村                      | 昭和28年7月1日 鳥取市に編入 | 鳥取市                       | 鳥取市                       | 鳥取市 |
| 邑 美 郡 | 橋本村       | 橋本村       | 橋本村                          | 橋本村                           | 倉田村                      | 倉田村                       | 倉田村                      | 昭和28年7月1日 鳥取市に編入 | 鳥取市                       | 鳥取市                       | 鳥取市 |
| 邑 美 郡 | 八坂村       | 八坂村       | 八坂村                          | 八坂村                           | 倉田村                      | 倉田村                       | 倉田村                      | 昭和28年7月1日 鳥取市に編入 | 鳥取市                       | 鳥取市                       | 鳥取市 |
| 邑 美 郡 | 馬場村       | 馬場村       | 馬場村                          | 明治11年 馬場村                  | 倉田村                      | 倉田村                       | 倉田村                      | 昭和28年7月1日 鳥取市に編入 | 鳥取市                       | 鳥取市                       | 鳥取市 |
| 邑 美 郡 | 小島村       | 小島村       | 小島村                          | 明治11年 馬場村                  | 倉田村                      | 倉田村                       | 倉田村                      | 昭和28年7月1日 鳥取市に編入 | 鳥取市                       | 鳥取市                       | 鳥取市 |
| 邑 美 郡 | 天王島村     | 天王島村     | 天王島村                        | 明治11年 馬場村                  | 倉田村                      | 倉田村                       | 倉田村                      | 昭和28年7月1日 鳥取市に編入 | 鳥取市                       | 鳥取市                       | 鳥取市 |
| 八 上 郡 | 円通寺村     | 円通寺村     | 円通寺村                        | 明治13年 所属変更 邑美郡円通寺村 | 倉田村                      | 倉田村                       | 倉田村                      | 昭和28年7月1日 鳥取市に編入 | 鳥取市                       | 鳥取市                       | 鳥取市 |
| 邑 美 郡 | 古市村       | 古市村       | 古市村                          | 古市村                           | 美保村                      | 美保村                       | 昭和8年10月1日 鳥取市に編入 | 鳥取市                      | 鳥取市                       | 鳥取市                       | 鳥取市 |
| 邑 美 郡 | 富安村       | 富安村       | 富安村                          | 富安村                           | 美保村                      | 美保村                       | 昭和8年10月1日 鳥取市に編入 | 鳥取市                      | 鳥取市                       | 鳥取市                       | 鳥取市 |
| 邑 美 郡 | 吉成村       | 吉成村       | 吉成村                          | 吉成村                           | 美保村                      | 美保村                       | 昭和8年10月1日 鳥取市に編入 | 鳥取市                      | 鳥取市                       | 鳥取市                       | 鳥取市 |
| 邑 美 郡 | 大覚寺村     | 大覚寺村     | 大覚寺村                        | 大覚寺村                         | 美保村                      | 美保村                       | 昭和8年10月1日 鳥取市に編入 | 鳥取市                      | 鳥取市                       | 鳥取市                       | 鳥取市 |
| 邑 美 郡 | 的場村       | 的場村       | 的場村                          | 的場村                           | 美保村                      | 美保村                       | 昭和8年10月1日 鳥取市に編入 | 鳥取市                      | 鳥取市                       | 鳥取市                       | 鳥取市 |
| 邑 美 郡 | 宮長村       | 宮長村       | 宮長村                          | 宮長村                           | 美保村                      | 美保村                       | 昭和8年10月1日 鳥取市に編入 | 鳥取市                      | 鳥取市                       | 鳥取市                       | 鳥取市 |
| 邑 美 郡 | 叶村         | 叶村         | 叶村                            | 叶村                             | 美保村                      | 美保村                       | 昭和8年10月1日 鳥取市に編入 | 鳥取市                      | 鳥取市                       | 鳥取市                       | 鳥取市 |
| 邑 美 郡 | 数津村       | 数津村       | 数津村                          | 数津村                           | 美保村                      | 美保村                       | 昭和8年10月1日 鳥取市に編入 | 鳥取市                      | 鳥取市                       | 鳥取市                       | 鳥取市 |
| 邑 美 郡 | 覚寺村       | 覚寺村       | 覚寺村                          | 覚寺村                           | 中ノ郷村                    | 中ノ郷村                     | 昭和8年4月1日 鳥取市に編入  | 鳥取市                      | 鳥取市                       | 鳥取市                       | 鳥取市 |
| 邑 美 郡 | 円護寺村     | 円護寺村     | 円護寺村                        | 円護寺村                         | 中ノ郷村                    | 中ノ郷村                     | 昭和8年4月1日 鳥取市に編入  | 鳥取市                      | 鳥取市                       | 鳥取市                       | 鳥取市 |
| 邑 美 郡 | 浜坂村       | 浜坂村       | 浜坂村                          | 浜坂村                           | 中ノ郷村                    | 中ノ郷村                     | 昭和8年4月1日 鳥取市に編入  | 鳥取市                      | 鳥取市                       | 鳥取市                       | 鳥取市 |
| 邑 美 郡 | 行徳村       | 行徳村       | 行徳村                          | 行徳村                           | 富桑村                      | 大正12年5月10日 鳥取市に編入 | 鳥取市                      | 鳥取市                      | 鳥取市                       | 鳥取市                       | 鳥取市 |
| 邑 美 郡 | 田島村       | 田島村       | 田島村                          | 田島村                           | 富桑村                      | 大正12年5月10日 鳥取市に編入 | 鳥取市                      | 鳥取市                      | 鳥取市                       | 鳥取市                       | 鳥取市 |
| 邑 美 郡 | 品治村       | 品治村       | 明治10年 西品治村               | 西品治村                         | 富桑村                      | 大正12年5月10日 鳥取市に編入 | 鳥取市                      | 鳥取市                      | 鳥取市                       | 鳥取市                       | 鳥取市 |
| 邑 美 郡 | 品治村       | 品治村       | 明治10年 東品治村               | 東品治村                         | 鳥取市                      | 鳥取市                       | 鳥取市                      | 鳥取市                      | 鳥取市                       | 鳥取市                       | 鳥取市 |
| 邑 美 郡 | 湯所村       | 湯所村       | 湯所村                          | 湯所村                           | 鳥取市                      | 鳥取市                       | 鳥取市                      | 鳥取市                      | 鳥取市                       | 鳥取市                       | 鳥取市 |
| 邑 美 郡 | 吉方村       | 吉方村       | 吉方村                          | 吉方村                           | 鳥取市                      | 鳥取市                       | 鳥取市                      | 鳥取市                      | 鳥取市                       | 鳥取市                       | 鳥取市 |
| 邑 美 郡 | 鳥取町       | 鳥取町       | 鳥取町                          | 鳥取町                           | 鳥取市                      | 鳥取市                       | 鳥取市                      | 鳥取市                      | 鳥取市                       | 鳥取市                       | 鳥取市 |
| 法 美 郡 | 立川町一丁目 | 立川町一丁目 | 立川町一丁目                    | 立川町一丁目                     | 鳥取市                      | 鳥取市                       | 鳥取市                      | 鳥取市                      | 鳥取市                       | 鳥取市                       | 鳥取市 |
| 法 美 郡 | 立川町二丁目 | 立川町二丁目 | 立川町二丁目                    | 立川町二丁目                     | 鳥取市                      | 鳥取市                       | 鳥取市                      | 鳥取市                      | 鳥取市                       | 鳥取市                       | 鳥取市 |
| 法 美 郡 | 立川町三丁目 | 立川町三丁目 | 立川町三丁目                    | 立川町三丁目                     | 鳥取市                      | 鳥取市                       | 鳥取市                      | 鳥取市                      | 鳥取市                       | 鳥取市                       | 鳥取市 |
| 法 美 郡 | 稲吉村       | 稲吉村       | 明治10年 立川村                 | 明治12年 分立 立川町四丁目       | 鳥取市                      | 鳥取市                       | 鳥取市                      | 鳥取市                      | 鳥取市                       | 鳥取市                       | 鳥取市 |
| 法 美 郡 | 立川村       | 立川村       | 明治10年 立川村                 | 立川村                           | 鳥取市                      | 鳥取市                       | 鳥取市                      | 鳥取市                      | 鳥取市                       | 鳥取市                       | 鳥取市 |
| 法 美 郡 | 卯垣村       | 一部         | 明治10年 立川村                 | 立川村                           | 鳥取市                      | 鳥取市                       | 鳥取市                      | 鳥取市                      | 鳥取市                       | 鳥取市                       | 鳥取市 |
| 法 美 郡 | 卯垣村       | 一部を除く   | 卯垣村                          | 卯垣村                           | 稲葉村                      | 稲葉村                       | 昭和7年4月1日 鳥取市に編入  | 鳥取市                      | 鳥取市                       | 鳥取市                       | 鳥取市 |
| 法 美 郡 | 滝山村       | 滝山村       | 滝山村                          | 滝山村                           | 稲葉村                      | 稲葉村                       | 昭和7年4月1日 鳥取市に編入  | 鳥取市                      | 鳥取市                       | 鳥取市                       | 鳥取市 |
| 法 美 郡 | 百谷村       | 百谷村       | 百谷村                          | 百谷村                           | 稲葉村                      | 稲葉村                       | 昭和7年4月1日 鳥取市に編入  | 鳥取市                      | 鳥取市                       | 鳥取市                       | 鳥取市 |
| 法 美 郡 | 岩倉村       | 岩倉村       | 岩倉村                          | 岩倉村                           | 稲葉村                      | 稲葉村                       | 昭和7年4月1日 鳥取市に編入  | 鳥取市                      | 鳥取市                       | 鳥取市                       | 鳥取市 |
| 邑 美 郡 | 小西谷村     | 小西谷村     | 明治5年 所属変更 法美郡小西谷村 | 法美郡小西谷村                   | 稲葉村                      | 稲葉村                       | 昭和7年4月1日 鳥取市に編入  | 鳥取市                      | 鳥取市                       | 鳥取市                       | 鳥取市 |
| 邑 美 郡 | 新村         | 新村         | 新村                            | 新村                             | 法美郡 面影村               | 面影村                       | 面影村                      | 昭和28年7月1日 鳥取市に編入 | 鳥取市                       | 鳥取市                       | 鳥取市 |
| 邑 美 郡 | 雲山村       | 雲山村       | 雲山村                          | 雲山村                           | 法美郡 面影村               | 面影村                       | 面影村                      | 昭和28年7月1日 鳥取市に編入 | 鳥取市                       | 鳥取市                       | 鳥取市 |
| 法 美 郡 | 大杙村       | 大杙村       | 大杙村                          | 大杙村                           | 法美郡 面影村               | 面影村                       | 面影村                      | 昭和28年7月1日 鳥取市に編入 | 鳥取市                       | 鳥取市                       | 鳥取市 |
| 法 美 郡 | 今在家村     | 今在家村     | 今在家村                        | 今在家村                         | 法美郡 面影村               | 面影村                       | 面影村                      | 昭和28年7月1日 鳥取市に編入 | 鳥取市                       | 鳥取市                       | 鳥取市 |
| 法 美 郡 | 桜谷村       | 桜谷村       | 桜谷村                          | 桜谷村                           | 法美郡 面影村               | 面影村                       | 面影村                      | 昭和28年7月1日 鳥取市に編入 | 鳥取市                       | 鳥取市                       | 鳥取市 |
| 法 美 郡 | 正蓮寺村     | 正蓮寺村     | 正蓮寺村                        | 正蓮寺村                         | 法美郡 面影村               | 面影村                       | 面影村                      | 昭和28年7月1日 鳥取市に編入 | 鳥取市                       | 鳥取市                       | 鳥取市 |
| 法 美 郡 | 余戸村       | 余戸村       | 余戸村                          | 余戸村                           | 津ノ井村                    | 津ノ井村                     | 津ノ井村                    | 津ノ井村                    | 昭和38年4月22日 鳥取市に編入 | 鳥取市                       | 鳥取市 |
| 法 美 郡 | 杉崎村       | 杉崎村       | 杉崎村                          | 杉崎村                           | 津ノ井村                    | 津ノ井村                     | 津ノ井村                    | 津ノ井村                    | 昭和38年4月22日 鳥取市に編入 | 鳥取市                       | 鳥取市 |
| 法 美 郡 | 生山村       | 生山村       | 生山村                          | 生山村                           | 津ノ井村                    | 津ノ井村                     | 津ノ井村                    | 津ノ井村                    | 昭和38年4月22日 鳥取市に編入 | 鳥取市                       | 鳥取市 |
| 法 美 郡 | 桂木村       | 桂木村       | 桂木村                          | 桂木村                           | 津ノ井村                    | 津ノ井村                     | 津ノ井村                    | 津ノ井村                    | 昭和38年4月22日 鳥取市に編入 | 鳥取市                       | 鳥取市 |
| 法 美 郡 | 船木村       | 船木村       | 船木村                          | 船木村                           | 津ノ井村                    | 津ノ井村                     | 津ノ井村                    | 津ノ井村                    | 昭和38年4月22日 鳥取市に編入 | 鳥取市                       | 鳥取市 |
| 法 美 郡 | 広岡村       | 広岡村       | 広岡村                          | 広岡村                           | 津ノ井村                    | 津ノ井村                     | 津ノ井村                    | 津ノ井村                    | 昭和38年4月22日 鳥取市に編入 | 鳥取市                       | 鳥取市 |
| 法 美 郡 | 海蔵寺村     | 海蔵寺村     | 海蔵寺村                        | 海蔵寺村                         | 津ノ井村                    | 津ノ井村                     | 津ノ井村                    | 津ノ井村                    | 昭和38年4月22日 鳥取市に編入 | 鳥取市                       | 鳥取市 |
| 法 美 郡 | 紙子谷村     | 紙子谷村     | 紙子谷村                        | 紙子谷村                         | 津ノ井村                    | 津ノ井村                     | 津ノ井村                    | 津ノ井村                    | 昭和38年4月22日 鳥取市に編入 | 鳥取市                       | 鳥取市 |
| 法 美 郡 | 香取村       | 香取村       | 香取村                          | 香取村                           | 津ノ井村                    | 津ノ井村                     | 津ノ井村                    | 津ノ井村                    | 昭和38年4月22日 鳥取市に編入 | 鳥取市                       | 鳥取市 |
| 法 美 郡 | 禰宜谷村     | 禰宜谷村     | 禰宜谷村                        | 禰宜谷村                         | 津ノ井村                    | 津ノ井村                     | 津ノ井村                    | 津ノ井村                    | 昭和38年4月22日 鳥取市に編入 | 鳥取市                       | 鳥取市 |
| 法 美 郡 | 奥谷村       | 奥谷村       | 奥谷村                          | 奥谷村                           | 国府村                      | 明治40年4月1日 宇倍野村      | 宇倍野村                    | 宇倍野村                    | 昭和32年1月1日 国府町        | 平成16年11月1日 鳥取市に編入 | 鳥取市 |
| 法 美 郡 | 宮下村       | 宮下村       | 宮下村                          | 宮下村                           | 国府村                      | 明治40年4月1日 宇倍野村      | 宇倍野村                    | 宇倍野村                    | 昭和32年1月1日 国府町        | 平成16年11月1日 鳥取市に編入 | 鳥取市 |
| 法 美 郡 | 町屋村       | 町屋村       | 町屋村                          | 町屋村                           | 国府村                      | 明治40年4月1日 宇倍野村      | 宇倍野村                    | 宇倍野村                    | 昭和32年1月1日 国府町        | 平成16年11月1日 鳥取市に編入 | 鳥取市 |
| 法 美 郡 | 美歎村       | 美歎村       | 美歎村                          | 美歎村                           | 国府村                      | 明治40年4月1日 宇倍野村      | 宇倍野村                    | 宇倍野村                    | 昭和32年1月1日 国府町        | 平成16年11月1日 鳥取市に編入 | 鳥取市 |
| 法 美 郡 | 庁村         | 庁村         | 庁村                            | 庁村                             | 国府村                      | 明治40年4月1日 宇倍野村      | 宇倍野村                    | 宇倍野村                    | 昭和32年1月1日 国府町        | 平成16年11月1日 鳥取市に編入 | 鳥取市 |
| 法 美 郡 | 中郷村       | 中郷村       | 中郷村                          | 中郷村                           | 国府村                      | 明治40年4月1日 宇倍野村      | 宇倍野村                    | 宇倍野村                    | 昭和32年1月1日 国府町        | 平成16年11月1日 鳥取市に編入 | 鳥取市 |
| 法 美 郡 | 安田村       | 安田村       | 安田村                          | 安田村                           | 国府村                      | 明治40年4月1日 宇倍野村      | 宇倍野村                    | 宇倍野村                    | 昭和32年1月1日 国府町        | 平成16年11月1日 鳥取市に編入 | 鳥取市 |
| 法 美 郡 | 三代寺村     | 三代寺村     | 三代寺村                        | 三代寺村                         | 国府村                      | 明治40年4月1日 宇倍野村      | 宇倍野村                    | 宇倍野村                    | 昭和32年1月1日 国府町        | 平成16年11月1日 鳥取市に編入 | 鳥取市 |
| 法 美 郡 | 法花寺村     | 法花寺村     | 法花寺村                        | 法花寺村                         | 国府村                      | 明治40年4月1日 宇倍野村      | 宇倍野村                    | 宇倍野村                    | 昭和32年1月1日 国府町        | 平成16年11月1日 鳥取市に編入 | 鳥取市 |
| 法 美 郡 | 国分寺村     | 国分寺村     | 国分寺村                        | 国分寺村                         | 国府村                      | 明治40年4月1日 宇倍野村      | 宇倍野村                    | 宇倍野村                    | 昭和32年1月1日 国府町        | 平成16年11月1日 鳥取市に編入 | 鳥取市 |
| 法 美 郡 | 広西村       | 広西村       | 広西村                          | 広西村                           | 御陵村                      | 明治40年4月1日 宇倍野村      | 宇倍野村                    | 宇倍野村                    | 昭和32年1月1日 国府町        | 平成16年11月1日 鳥取市に編入 | 鳥取市 |
| 法 美 郡 | 玉鉾村       | 玉鉾村       | 玉鉾村                          | 玉鉾村                           | 御陵村                      | 明治40年4月1日 宇倍野村      | 宇倍野村                    | 宇倍野村                    | 昭和32年1月1日 国府町        | 平成16年11月1日 鳥取市に編入 | 鳥取市 |
| 法 美 郡 | 岡益村       | 岡益村       | 岡益村                          | 岡益村                           | 御陵村                      | 明治40年4月1日 宇倍野村      | 宇倍野村                    | 宇倍野村                    | 昭和32年1月1日 国府町        | 平成16年11月1日 鳥取市に編入 | 鳥取市 |
| 法 美 郡 | 清水村       | 清水村       | 清水村                          | 清水村                           | 御陵村                      | 明治40年4月1日 宇倍野村      | 宇倍野村                    | 宇倍野村                    | 昭和32年1月1日 国府町        | 平成16年11月1日 鳥取市に編入 | 鳥取市 |
| 法 美 郡 | 山根村       | 山根村       | 山根村                          | 山根村                           | 御陵村                      | 明治40年4月1日 宇倍野村      | 宇倍野村                    | 宇倍野村                    | 昭和32年1月1日 国府町        | 平成16年11月1日 鳥取市に編入 | 鳥取市 |
| 法 美 郡 | 麻生村       | 麻生村       | 麻生村                          | 麻生村                           | 法美村                      | 明治40年4月1日 宇倍野村      | 宇倍野村                    | 宇倍野村                    | 昭和32年1月1日 国府町        | 平成16年11月1日 鳥取市に編入 | 鳥取市 |
| 法 美 郡 | 糸谷村       | 糸谷村       | 糸谷村                          | 糸谷村                           | 法美村                      | 明治40年4月1日 宇倍野村      | 宇倍野村                    | 宇倍野村                    | 昭和32年1月1日 国府町        | 平成16年11月1日 鳥取市に編入 | 鳥取市 |
| 法 美 郡 | 谷村         | 谷村         | 谷村                            | 谷村                             | 法美村                      | 明治40年4月1日 宇倍野村      | 宇倍野村                    | 宇倍野村                    | 昭和32年1月1日 国府町        | 平成16年11月1日 鳥取市に編入 | 鳥取市 |
| 法 美 郡 | 神垣村町     | 神垣村町     | 神垣村町                        | 神垣村町                         | 法美村                      | 明治40年4月1日 宇倍野村      | 宇倍野村                    | 宇倍野村                    | 昭和32年1月1日 国府町        | 平成16年11月1日 鳥取市に編入 | 鳥取市 |
| 法 美 郡 | 高岡村       | 高岡村       | 明治8年 高岡村                  | 高岡村                           | 法美村                      | 明治40年4月1日 宇倍野村      | 宇倍野村                    | 宇倍野村                    | 昭和32年1月1日 国府町        | 平成16年11月1日 鳥取市に編入 | 鳥取市 |
| 法 美 郡 | 高井村       |              | 明治8年 高岡村                  | 高岡村                           | 法美村                      | 明治40年4月1日 宇倍野村      | 宇倍野村                    | 宇倍野村                    | 昭和32年1月1日 国府町        | 平成16年11月1日 鳥取市に編入 | 鳥取市 |
| 法 美 郡 | 新井村       | 新井村       | 新井村                          | 新井村                           | 登儀村                      | 大正7年4月1日 成器村         | 成器村                      | 昭和27年11月1日 大成村      | 昭和32年1月1日 国府町        | 平成16年11月1日 鳥取市に編入 | 鳥取市 |
| 法 美 郡 | 吉野村       | 吉野村       | 吉野村                          | 吉野村                           | 登儀村                      | 大正7年4月1日 成器村         | 成器村                      | 昭和27年11月1日 大成村      | 昭和32年1月1日 国府町        | 平成16年11月1日 鳥取市に編入 | 鳥取市 |
| 法 美 郡 | 松尾村       | 松尾村       | 松尾村                          | 松尾村                           | 登儀村                      | 大正7年4月1日 成器村         | 成器村                      | 昭和27年11月1日 大成村      | 昭和32年1月1日 国府町        | 平成16年11月1日 鳥取市に編入 | 鳥取市 |
| 法 美 郡 | 中河原村     | 中河原村     | 中河原村                        | 中河原村                         | 登儀村                      | 大正7年4月1日 成器村         | 成器村                      | 昭和27年11月1日 大成村      | 昭和32年1月1日 国府町        | 平成16年11月1日 鳥取市に編入 | 鳥取市 |
| 法 美 郡 | 山崎村       | 山崎村       | 山崎村                          | 山崎村                           | 登儀村                      | 大正7年4月1日 成器村         | 成器村                      | 昭和27年11月1日 大成村      | 昭和32年1月1日 国府町        | 平成16年11月1日 鳥取市に編入 | 鳥取市 |
| 法 美 郡 | 殿村         | 殿村         | 殿村                            | 殿村                             | 登儀村                      | 大正7年4月1日 成器村         | 成器村                      | 昭和27年11月1日 大成村      | 昭和32年1月1日 国府町        | 平成16年11月1日 鳥取市に編入 | 鳥取市 |
| 法 美 郡 | 神護村       | 神護村       | 神護村                          | 神護村                           | 登儀村                      | 大正7年4月1日 成器村         | 成器村                      | 昭和27年11月1日 大成村      | 昭和32年1月1日 国府町        | 平成16年11月1日 鳥取市に編入 | 鳥取市 |
| 法 美 郡 | 荒舟村       | 荒舟村       | 荒舟村                          | 荒舟村                           | 上舟村                      | 大正7年4月1日 成器村         | 成器村                      | 昭和27年11月1日 大成村      | 昭和32年1月1日 国府町        | 平成16年11月1日 鳥取市に編入 | 鳥取市 |
| 法 美 郡 | 上荒舟村     | 上荒舟村     | 上荒舟村                        | 上荒舟村                         | 上舟村                      | 大正7年4月1日 成器村         | 成器村                      | 昭和27年11月1日 大成村      | 昭和32年1月1日 国府町        | 平成16年11月1日 鳥取市に編入 | 鳥取市 |
| 法 美 郡 | 上地村       | 上地村       | 上地村                          | 上地村                           | 上舟村                      | 大正7年4月1日 成器村         | 成器村                      | 昭和27年11月1日 大成村      | 昭和32年1月1日 国府町        | 平成16年11月1日 鳥取市に編入 | 鳥取市 |
| 法 美 郡 | 拾石村       | 拾石村       | 拾石村                          | 拾石村                           | 大茅村                      | 大茅村                       | 大茅村                      | 昭和27年11月1日 大成村      | 昭和32年1月1日 国府町        | 平成16年11月1日 鳥取市に編入 | 鳥取市 |
| 法 美 郡 | 楠城村       | 楠城村       | 楠城村                          | 楠城村                           | 大茅村                      | 大茅村                       | 大茅村                      | 昭和27年11月1日 大成村      | 昭和32年1月1日 国府町        | 平成16年11月1日 鳥取市に編入 | 鳥取市 |
| 法 美 郡 | 下木原村     | 下木原村     | 下木原村                        | 下木原村                         | 大茅村                      | 大茅村                       | 大茅村                      | 昭和27年11月1日 大成村      | 昭和32年1月1日 国府町        | 平成16年11月1日 鳥取市に編入 | 鳥取市 |
| 法 美 郡 | 木原村       | 木原村       | 木原村                          | 木原村                           | 大茅村                      | 大茅村                       | 大茅村                      | 昭和27年11月1日 大成村      | 昭和32年1月1日 国府町        | 平成16年11月1日 鳥取市に編入 | 鳥取市 |
| 法 美 郡 | 雨滝村       | 雨滝村       | 雨滝村                          | 雨滝村                           | 大茅村                      | 大茅村                       | 大茅村                      | 昭和27年11月1日 大成村      | 昭和32年1月1日 国府町        | 平成16年11月1日 鳥取市に編入 | 鳥取市 |
| 法 美 郡 | 栃本村       | 栃本村       | 栃本村                          | 栃本村                           | 大茅村                      | 大茅村                       | 大茅村                      | 昭和27年11月1日 大成村      | 昭和32年1月1日 国府町        | 平成16年11月1日 鳥取市に編入 | 鳥取市 |
| 法 美 郡 | 石井谷村     | 石井谷村     | 石井谷村                        | 石井谷村                         | 大茅村                      | 大茅村                       | 大茅村                      | 昭和27年11月1日 大成村      | 昭和32年1月1日 国府町        | 平成16年11月1日 鳥取市に編入 | 鳥取市 |
| 法 美 郡 | 大石村       | 大石村       | 大石村                          | 大石村                           | 大茅村                      | 大茅村                       | 大茅村                      | 昭和27年11月1日 大成村      | 昭和32年1月1日 国府町        | 平成16年11月1日 鳥取市に編入 | 鳥取市 |
| 法 美 郡 | 菅野村       | 菅野村       | 菅野村                          | 菅野村                           | 大茅村                      | 大茅村                       | 大茅村                      | 昭和27年11月1日 大成村      | 昭和32年1月1日 国府町        | 平成16年11月1日 鳥取市に編入 | 鳥取市 |

## 行政
歴代郡長
| 代                                                                  | 氏名     | 就任年月日                 | 退任年月日                 | 出身   | 前任                 | 転任                   |
| ------------------------------------------------------------------- | -------- | -------------------------- | -------------------------- | ------ | -------------------- | ---------------------- |
| 1                                                                   | 佐藤啓行 | 明治29年（1896年）4月1日   | 明治30年（1897年）9月8日   | 愛知県 | 邑美・法美・岩井郡長 | 煙草専売所長           |
| 2                                                                   | 岡崎平内 | 明治30年（1897年）9月22日  | 明治37年（1904年）5月27日  | 鳥取県 | 元鳥取市長           | 依願免官               |
| 3                                                                   | 水谷豊一 | 明治37年（1904年）5月27日  | 明治42年（1909年）11月15日 | 鳥取県 | 八頭郡長             | 依願免官               |
| 4                                                                   | 井上孝道 | 明治42年（1909年）11月15日 | 大正2年（1913年）3月31日   | 東京府 | 西伯郡長             | 依願免官               |
| 5                                                                   | 西村重久 | 大正2年（1913年）3月31日   | 大正9年（1920年）9月8日    | 鳥取県 | 気高郡長             | 依願免官               |
| 6                                                                   | 湯目東雄 | 大正9年（1920年）9月8日    | 大正10年（1921年）9月22日  | 東京府 | 西伯郡長             | 依願免官               |
| 7                                                                   | 島田俊夫 | 大正10年（1921年）9月22日  | 大正12年（1923年）9月6日   | 埼玉県 | 東伯郡長             | 東京府南足立郡長       |
| 8                                                                   | 中島知道 | 大正12年（1923年）9月7日   | 大正13年（1924年）7月2日   | 福岡県 | 日野郡長             | 島根県参事官           |
| 9                                                                   | 上村靖   | 大正13年（1924年）7月3日   | 大正13年（1924年）9月9日   | 青森県 | 青森県警部           | 東伯郡長               |
| 10                                                                  | 浅沼喜雄 | 大正13年（1924年）9月9日   | 大正15年（1926年）6月30日  | 鳥取県 | 西伯郡長             | 郡役所廃止により、廃官 |
| 参考文献 - 鳥取県史 近代 第5巻 (資料編)987・988頁（鳥取県、1967年） |          |                            |                            |        |                      |                        |

## 関連文献
- 楢柴竹造『岩美郡史』鳥取県岩美郡、1912年。NDLJP:1918811。

| 先代 邑美郡・法美郡・岩井郡 | 行政区の変遷 1896年 - | 次代 （現存） |